# Strzelectwo na Letnich Igrzyskach Olimpijskich 2016 – pistolet szybkostrzelny, 25 m (mężczyźni)
Strzelanie z pistoletu szybkostrzelnego z 25 metrów mężczyzn – konkurencja rozegrana w dniach 12–13 sierpnia 2016 roku podczas letnich igrzysk w Rio de Janeiro.
W kwalifikacjach wystąpiło 26 zawodników. Każdy z nich miał 60 strzałów, które były w oddane w 12 pięciostrzałowych seriach. Każda próba była realizowana w inne tarcze, które ustawione były obok siebie. Czas na jedną serię był ograniczony. Strzały były punktowane w zakresie od 1 do 10 punktów. Sześciu z najlepszymi wynikami awansowało do finału.
W finale każdy strzelec miał 40 strzałów. Były one oddawane w ośmiu pięciostrzałowych seriach i każda musiała być oddana w ciągu 4 sekund. Po czwartej rundzie odpadał zawodnik z najmniejszą liczbą punktów. W ostatniej rundzie rywalizowało 2 zawodników.
Złoty medal zdobył Niemiec Christian Reitz, srebrny – Francuz Jean Quiquampoix, a brązowy – Chińczyk Li Yuehong.

## Terminarz
| Data             | Godzina |                      |
| ---------------- | ------- | -------------------- |
| 12 sierpnia 2016 | 17:15   | 1. etap kwalifikacji |
| 13 sierpnia 2016 | 14:00   | 2. etap kwalifikacji |
| 13 sierpnia 2016 | 17:30   | Finał                |

## Rekordy
Rekordy świata i olimpijskie przed rozpoczęciem zawodów:
Runda kwalifikacyjna – 60 strzałów
| WR | Christian Reitz Kim Jun-hong | 593 | Osijek Pekin | 30 lipca 2013 6 lipca 2014 |
| OR | Aleksiej Klimow              | 592 | Londyn       | 3 sierpnia 2012            |

Runda finałowa – 40 strzałów
| WR | Riccardo Mazzetti Leonid Jekimow Aleksiej Klimow | 35 | Pekin Qəbələ Rio de Janeiro | 6 lipca 2014 24 października 2014 23 kwietnia 2016 |
| OR | Leuris Pupo                                      | 34 | Londyn                      | 3 sierpnia 2012                                    |

## Wyniki
Źródło: 

### Kwalifikacje
| Pozycja | Zawodnik              | Reprezentacja     | Suma    | Uwagi |
| ------- | --------------------- | ----------------- | ------- | ----- |
| 1       | Christian Reitz       | Niemcy            | 592-27x | , Q   |
| 2       | Zhang Fusheng         | Chiny             | 590-27x | Q     |
| 3       | Jean Quiquampoix      | Francja           | 586-19x | Q     |
| 4       | Riccardo Mazzetti     | Włochy            | 586-18x | Q     |
| 5       | Li Yuehong            | Chiny             | 584-23x | Q     |
| 6       | Leuris Pupo           | Kuba              | 583-19x | Q     |
| 7       | Gurpreet Singh        | Indie             | 581-24x |       |
| 8       | Kim Jun-hong          | Korea Południowa  | 581-19x |       |
| 9       | Aleksiej Klimow       | Rosja             | 581-16x |       |
| 10      | Keith Sanderson       | Stany Zjednoczone | 580-19x |       |
| 11      | Roman Bondaruk        | Ukraina           | 579-18x |       |
| 12      | Emil Milev            | Stany Zjednoczone | 578-19x |       |
| 13      | Emerson Duarte        | Brazylia          | 578-19x |       |
| 14      | Jorge Llames          | Hiszpania         | 577-14x |       |
| 15      | Ruslan Lunyov         | Azerbejdżan       | 575-17x |       |
| 16      | Pawło Korostyłow      | Ukraina           | 574-18x |       |
| 17      | Oliver Geis           | Niemcy            | 572-22x |       |
| 18      | Ghulam Mustafa Bashir | Pakistan          | 571-12x |       |
| 19      | Eita Mori             | Japonia           | 570-13x |       |
| 20      | Piotr Daniluk         | Polska            | 567-12x |       |
| 21      | Kang min-su           | Korea Południowa  | 564-19x |       |
| 22      | Teruyoshi Akiyama     | Japonia           | 564-18x |       |
| 23      | Ahmed Shaban          | Egipt             | 562-6x  |       |
| 24      | Marko Carrillo        | Peru              | 557-14x |       |
| 25      | Peeter Olesk          | Estonia           | 553-8x  |       |
| 26      | David Chapman         | Australia         | 551-18x |       |

### Finał
| Pozycja | Zawodnik          | Reprezentacja | Suma | Uwagi |
| ------- | ----------------- | ------------- | ---- | ----- |
|         | Christian Reitz   | Niemcy        | 34   | OR    |
|         | Jean Quiquampoix  | Francja       | 30   |       |
|         | Li Yuehong        | Chiny         | 27   |       |
| 4       | Zhang Fusheng     | Chiny         | 21   |       |
| 5       | Leuris Pupo       | Kuba          | 18   |       |
| 6       | Riccardo Mazzetti | Włochy        | 10   |       |